# بايموك
باجموك (Бајмок) هي مدينة في بلدية سوبتيتسا في مقاطعة شمال باكا في إقليم فويفودينا ذاتي الحكم في صربيا. القرية مختلطة عرقيا وبلغ عدد سكانها 8586 نسمة في تعداد عام 2002.